# Bair
Bair je naselje u Republici Hrvatskoj u Sisačko-moslavačkoj županiji, u sastavu grada Novske.

## Zemljopis
Bair se nalazi sjeverno od Novske na cesti prema Pakracu.

## Stanovništvo
Prema popisu stanovništva iz 2011. godine Bair je imao 6 stanovnika.
| broj stanovnika | 525   | 464   | 540   | 301   | 869   | 935   | 889   | 838   | 222   | 211   | 253   | 176   | 114   | 101   | 19    | 6     | 5     |
|                 | 1857. | 1869. | 1880. | 1890. | 1900. | 1910. | 1921. | 1931. | 1948. | 1953. | 1961. | 1971. | 1981. | 1991. | 2001. | 2011. | 2021. |